# 要塞砲

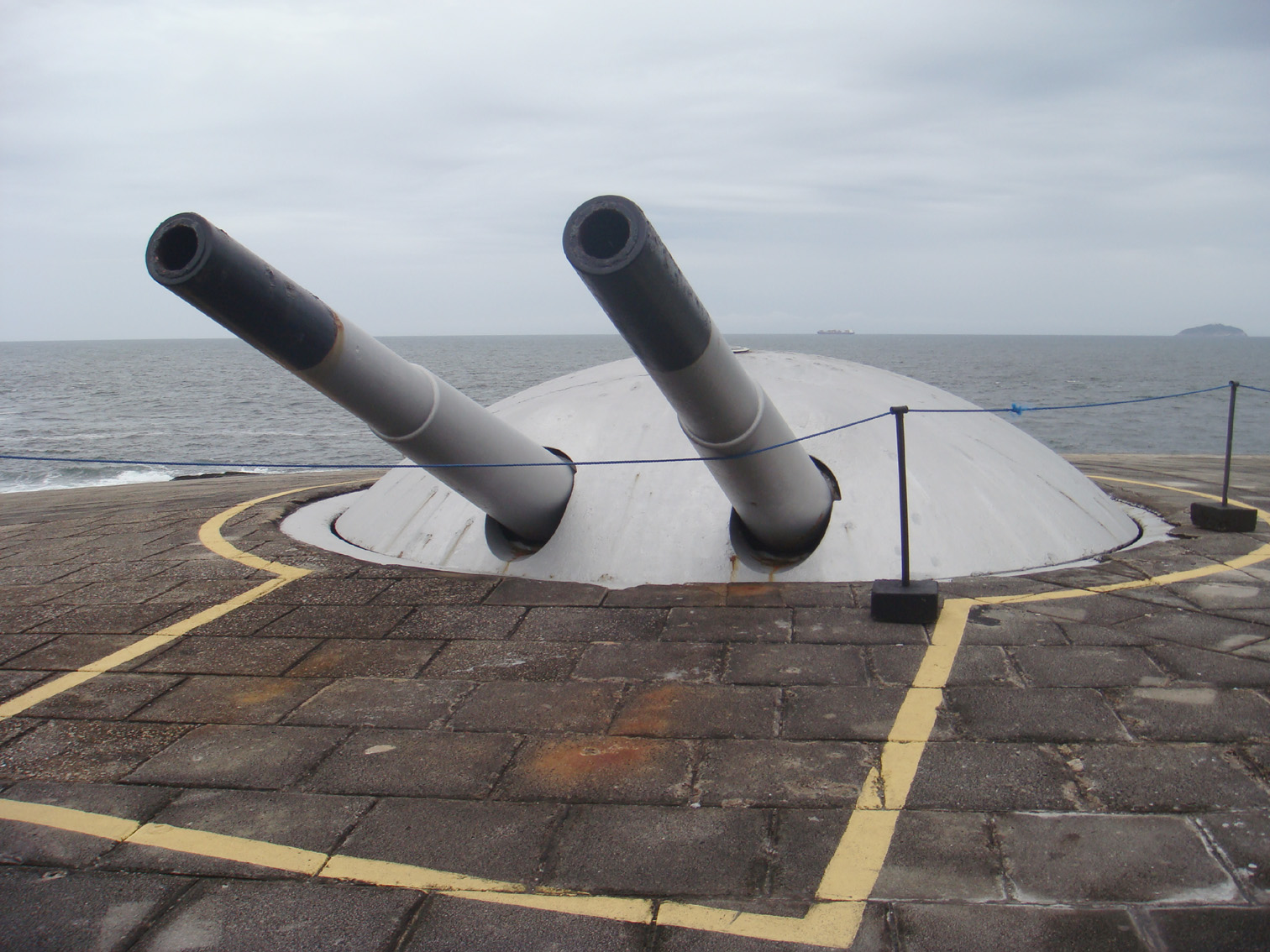
ブラジルリオデジャネイロ市のコパカバーナ要塞の30.5cm連装砲。

要塞砲（ようさいほう）は、要塞に備え付けられた防衛用の大砲。一般には沿岸要塞に備え付けられている対艦および水際防御用の沿岸砲も要塞砲に分類される。大砲が発達し、稜堡式の要塞が用いられるようになった18世紀以降に多く用いられるようになった。
要塞砲は要塞に設置され位置の移動の必要がないため、野戦砲に比べて大口径で重量がある場合が多い。初期の要塞砲は砲車の上におかれたが、これも野戦砲用の砲車と異なり、この時代の艦砲同様4つの車輪を持っていた（艦砲から流用した砲も多かった）。後には旋回式の台車に載せられ一定の自由度が確保されるようになる。要塞砲は固定のままで良いということは利点だけでなく、欠点にもなった。それはむき出しの状態であれば狙い撃ちされ破壊されやすいということである。そこで露天から屋根と狭間を設けるようになった。19世紀後半には要塞砲は隠顕式が出現し、必要に応じて壕から出して運用する構造が多くなった。
一方で戦艦や巡洋艦の主砲を陸揚げして要塞砲として使用されることも増え、艦砲のように回転砲塔が採用され、強固な鉄蓋が砲を覆うようになる。20世紀後半には要塞そのものが衰退したので、それとともに用いられなくなった。